# Мікаіль Маден
Мікаіль Маден (англ. Mikail Maden, нар. 17 січня 2002, Берген, Норвегія) — норвезький футболіст, півзахисник німецького клубу «Шальке 04».

## Ігрова кар'єра
Мікаіль Маден є вихованцем клубу «Бранн» зі свого рідного міста Берген. Навчаючись у клубній академії Мікаіль грав за дублюючий склад «Бранна».
У лютому 2020 року Маден перейшов до юнацької команди німецького «Шальке 04». З 2021 року півзахисник був переведений до команди для гравців віком до 23-х років. Свою першу гру в основі «Шальке 04» Маден зіграв у березні 2021 року, коли вийшов на заміну у матчі проти «Вольфсбурга».
Мікаіль Маден виступав у юнацьких збірних Норвегії різних вікових категорій.